# Laser Interferometer Space Antenna

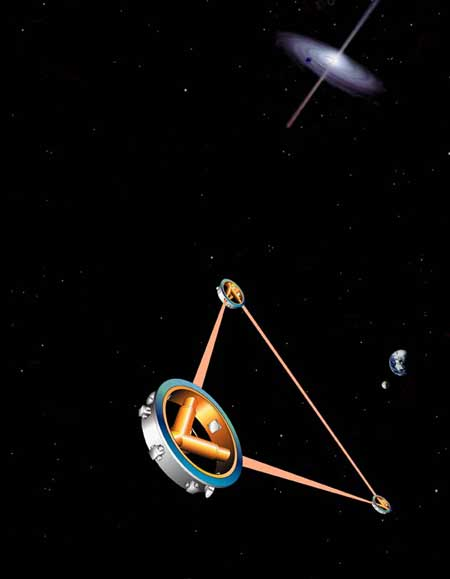
Künstlerische Darstellung der drei LISA-Satelliten

Laser Interferometer Space Antenna, besser bekannt unter der Abkürzung LISA, ist ein von der ESA geplantes Satellitenprojekt zur Messung von Gravitationswellen. LISA wird aus drei gleichen Satelliten bestehen, die ein Dreieck von 2,5 Millionen Kilometer Seitenlänge aufspannen und so einen weltraumgestützten Gravitationswellendetektor bilden. Die drei Satelliten sollen 2035 mit einer einzigen Ariane-6-Rakete gestartet werden und etwa 1,5 Jahre später ihren Zielorbit erreichen. Zu diesem Zeitpunkt werden die Satelliten sich mit Hilfe von Sternenkameras autonom zueinander ausrichten und beginnen, Laserlicht auszusenden und zu empfangen. Die dadurch entstehenden Laserlinks zwischen den Satelliten ermöglichen eine Messung von Abstandsänderungen auf Pikometer Genauigkeit und dadurch die Messung von Gravitationswellen. Das Messprinzip beruht, wie bei Erdgebundenen Detektoren wie LIGO, Virgo, KAGRA und GEO600, auf Interferometrie.
Gravitationswellen sind Transversalwellen, die eine periodische Stauchung und Streckung der Raumzeit senkrecht zu ihrer Ausbreitungsrichtung verursachen. Dies führt dazu, dass sich die Abstände zwischen Massen periodisch ändern, wenn sie in einer Ebene senkrecht zur Ausbreitungsrichtung liegen. Diese Abstandsänderung ist umso größer, je größer der Abstand zwischen den Massen ist.
In jedem Satelliten befinden sich zwei Massen, die als Testmassen bezeichnet werden und als Endpunkte der Laserlinks zwischen den Satelliten dienen. Senkrecht zu LISA einfallende Gravitationswellen verursachen somit Abstandsänderungen zwischen allen sechs Testmassen, wobei die Abstandsänderungen zwischen Testmassen innerhalb eines Satelliten vernachlässigbar klein sind. Nur die Abstandsänderungen zwischen Testmassen unterschiedlicher Satelliten sind messbar und werden kontinuierlich laserinterferometrisch beobachtet.

## Wissenschaftliche Ziele der Mission
Das Ziel des Projekts ist die Messung von Gravitationswellen im Frequenzbereich zwischen 0,1 mHz und 1 Hz. LISA wird somit Gravitationswellen in einem anderen Frequenzband messen als Detektoren auf der Erde, die für Frequenzen im Bereich von rund 10 Hz bis 10 kHz empfindlich sind.
LISA wird für Gravitationswellen von superschweren Schwarzen Löchern in einem großen Teil des beobachtbaren Universums empfindlich sein und somit wesentlich empfindlicher sein als die bisherigen Detektoren wie LIGO. Eventuell werden auch diejenigen Wellen nachweisbar sein, die vom Urknall stammen. Auch sollen möglicherweise Veränderungen der Raumzeit bei HM Cancri gemessen werden können.

## Technik
Mit der Mission LISA Pathfinder (LPF) von 2015 bis 2017 wurden Schlüsseltechnologien für LISA getestet. Die Messgenauigkeit übertraf dabei die Anforderungen um das Fünffache. An der University of Glasgow wurde das Herzstück von LISA Pathfinder getestet, die Funktion einer weiteren Schlüsseltechnologie mittels GRACE-FO.
Die Planung für LISA besteht aus einer Anordnung von drei Raumsonden, die in Form eines nahezu gleichseitigen Dreiecks entlang der Erdbahn um die Sonne kreisen und der Erde folgen. Der Abstand zur Erde beträgt dabei etwa 50 Millionen Kilometer. Die Satelliten bilden zusammen ein Laserinterferometer mit Armlängen von 2,5 Millionen Kilometern.
Am 17. Juni 2025 wurde im Rahmen der Pariser Luftfahrtschau der Start der Entwicklung und Konstruktion der LISA Mission zwischen OHB und der Europäischen Weltraumorganisation besiegelt.

## Entwurf und Planung
Das Projekt wurde gemeinsam von der ESA und der NASA begonnen, jedoch beendete die NASA ihre Beteiligung 2011 wegen Haushaltskürzungen.
Ein internationales Wissenschaftler-Konsortium hatte auf der Basis von LISA das Projekt Evolved Laser Interferometer Space Antenna (eLISA) entwickelt, um nach dem NASA-Ausstieg die Kosten zu senken. Der ursprüngliche Plan für LISA sah 5 Millionen Kilometer lange Arme vor. Die Länge der Arme wurde auf 2,5 Millionen Kilometer reduziert, die Satelliten wären mit Sojus-Raketen ins All gebracht worden und eLISA/NGO wäre, um Treibstoff zu sparen, nicht abgebremst worden, sondern wäre von der Erde weggeflogen und hätte somit nur für maximal 6 Jahre arbeiten können.
Das eLISA/NGO-Projekt wurde im Januar 2012 als einer von drei Kandidaten für das Cosmic-Vision-Programm eingereicht. Im Mai 2012 entschied die ESA jedoch, dass nicht eLISA/NGO, sondern das JUICE-Projekt vorrangig weiter verfolgt wird. Am 5. Mai 2013 stellte die ESA zwei weitere sogenannte „Large-Class Missions“ in Aussicht. Die Bewertung zu eLISA/NGO fiel am 28. November 2013 positiv aus. Unter der Bezeichnung New Gravitational wave Observatory (NGO) wurde das Projekt von der ESA als L3-Mission unter dem Thema „Das gravitative Universum“ in die weiteren Planungen aufgenommen.
Nachdem 2015 LIGO die lokale Messbarkeit von Gravitationswellen bewiesen hatte und 2016 die ESA-Mission LISA Pathfinder wichtige Techniken für die späteren Satelliten testen konnte, wurde das Projekt erweitert und wieder in LISA umbenannt. 2017 wählte die ESA einen überarbeiteten LISA-Vorschlag für eine Designstudie aus. Er wurde im Juni 2017 als Large-Class Mission in das Wissenschaftsprogramm der ESA aufgenommen. Ebenfalls 2017 entschied die ESA, weitgehend den ursprünglichen Plan für LISA umzusetzen. Eine erste Überprüfung des gesamten Konzepts wurde im Januar 2018 abgeschlossen und verlief positiv, der Weg zur Entwicklung der Technologie war damit frei. Im April 2022 wurde der Übergang in die Phase B1 mit der Festlegung des endgültigen Designs und der Entwicklung aller noch notwendigen Technologien begonnen. In dieser Zeit konnten auch eventuelle Abkommen für die Beteiligung und Beiträge anderer Weltraumorganisationen beschlossen werden. Im Januar 2024 wurde die Mission zur Realisierung angenommen. Der Start ist für 2035 anvisiert.